# 신발

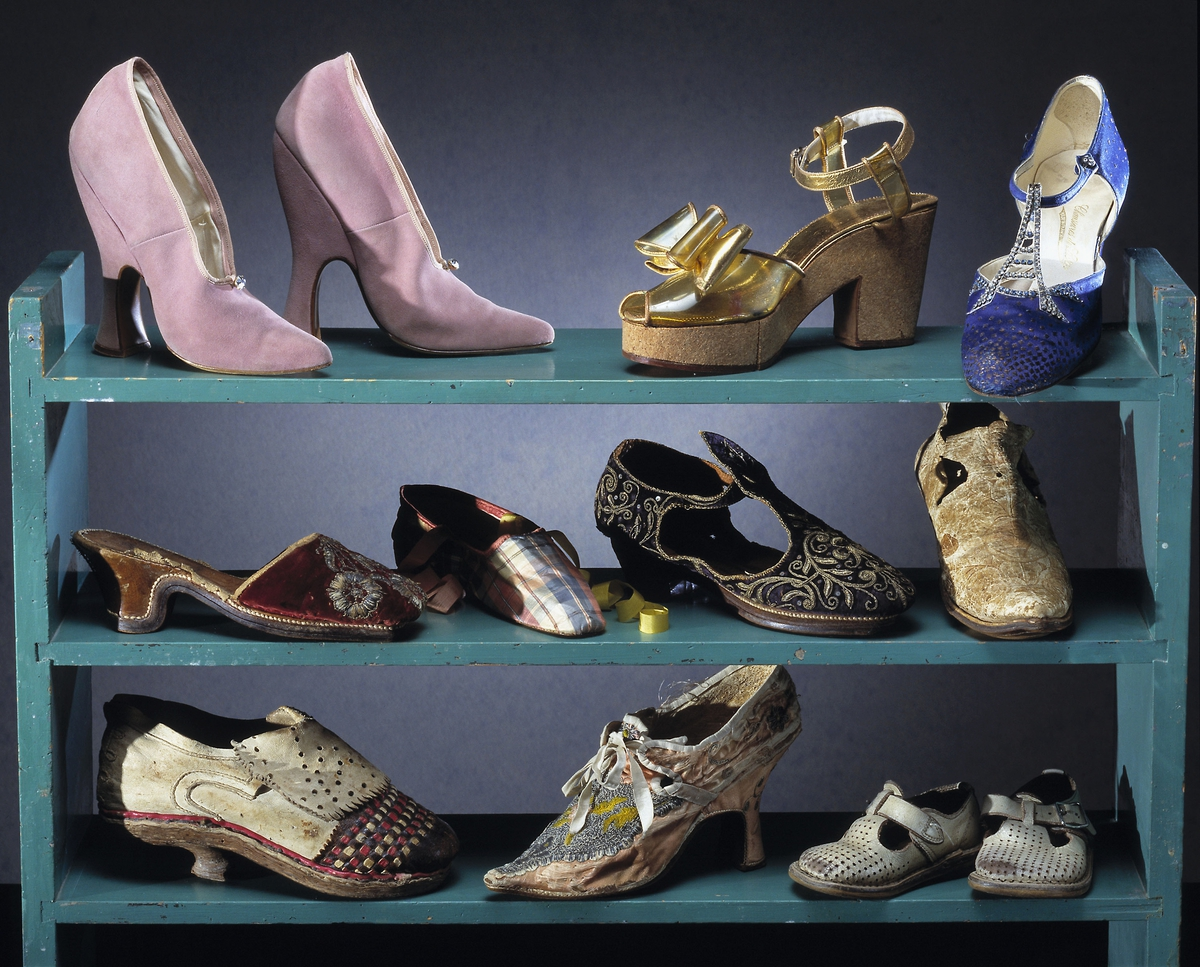
박물관에 전시된 여러 신발들

신발(영어: shoe)은 발의 보호와 장식을 하기 위해서, 때로는 바닥에 미끄러지는 것을 방지하기 위한 풋웨어의 일종이다. 간단히 신으로 줄여 말하기도 한다.
신고 걷기 위해 발에 착용하고 창과 굽으로 이루어졌으며 모양이 매우 다양하다. 초기에는 짚·나무·가죽으로 만들었지만, 오늘날에는 고무나 플라스틱으로 많이 만든다. 신발의 재료와 모양은 기후, 풍습 등에 영향을 많이 받는다. 신발은 장식용으로도 사용된다. 신발의 디자인은 시대화 문화에 따라 매우 다양하다.

## 신발을 이루는 물질
신발은 가죽, 플라스틱, 고무, 직물, 나무, 황마, 금속, 유리 등의 물질로 구성될 수 있다.

## 신발산업
세계의 신발류 주요 수출국은 이탈리아를 중심으로 한 선진국 그룹과 NIES 그리고 중국·타이·인도네시아 등 후발 개발도상국들로 3분할 수 있는데, 1980년대 중반까지 이탈리아·한국·타이완 등이 연평균 15% 이상의 수출신장세를 유지하면서 세계 수출물량의 3분의 2 이상을 차지, 신발시장을 주도해 왔다. 그러나 이후에는 이들의 신장세가 둔화 내지 감소하는 반면에 중국·타이 등이 한국·타이완의 현지투자에 힘입어 신흥수출국으로 급부상하고 있는데, 한국과 타이완은 주시장인 미국의 달러화 약세와 EC 등 선진수입국들의 업계보호를 위한 수입규제 강화로 수출부진이 심화되고 있다. 또한 세계 제1위의 신발수출국인 이탈리아는 한국이나 타이완에 비할 때 대미의존도가 낮아 달러환율에 따른 영향은 상대적으로 적었으나 리라화(貨)의 평가절상 폭의 확대로 인한 고가품 위주의 수출전략 때문에 채산성이 점차 악화되고 있다. 국별로는, 이탈리아의 경우 대미 고급정장화 수출은 감소할 전망이나 1992년 EC 통합 이후 광대한 역내시장을 확보할 수 있게 되어 신발산업이 새로운 활기를 띠고 있다. 타이완은 포화(布靴)·케미화를 특화생산하여 한국과 2·3위 순위경쟁을 벌이고 있는데, 주요 신발수출국 중 달러화에 대한 환율인하폭이 가장 크게 진행됨에 따른 채산성 악화를 만회하기 위해 고급화인 정장화·혁제(革製) 운동화의 비중을 높이고 있으며 저가·저급품은 해외 직접생산체제로 전환하고 있다. 브라질은 숙녀용 정장화를 중심으로 하여 수출의 80% 이상을 미국시장에 의존하고 있는데, 1980년대 후반 정치적 안정과 경제환경의 호전으로 큰 폭의 신장세를 보이고 있다. 더하여 달러연동제인 자국통화가 유럽의 주요 통화에 대해 약세를 나타내고 있어 한국·타이완에 비해 EC 시장진출에 유리한 위치에 있다. 새로운 신발 공급기지로 부상하고 있는 타이·중국·인도네시아 등 아시아 지역의 후발 개발도상국가들은 아직은 생산 및 수출물량·금액에 있어서는 그 비중이 미미하지만 신장속도는 매우 빠른 것으로 나타나고 있다. 무엇보다도 이들 국가들은 저임금 노동력과 원자재 조달면에서의 이점을 지니고 있으며 한국·타이완 등의 업체들의 현지투자로 기술수준도 상당한 단계에 이르고 있다. 주요 수입국들은 미국·EC·일본 등 선진국들로서 매년 소폭씩 물량이 증가하여 왔으나 1988년 하반기 이후 미국과 일본에서는 자국내 신발공업을 보호하기 위한 각종 수입규제 조치를 취해 동지역에서의 수입이 감소 내지는 정체되고 있다. 세계 신발수입의 40%를 차지하고 있는 미국은 지속되어 온 달러화 약세에 힘입어 고급정장화를 중심으로 경쟁력이 회복되고 있는데, 수입은 줄고 생산이 증가하는 경향이 뚜렷해지고 있다. 미국·일본 지역에 비해 EC 지역은 신발수입이 큰 폭으로 증가하자 각국들은 한국·타이완을 주요대상으로 하여 수입규제를 강화하고 있는데, 반사적으로 규제대상에서 제외된 중국·브라질 등이 유리한 상황이 됐다. 일본은 1988년까지는 지속적인 엔화 강세와 보호장벽의 저위로 타이완·한국으로부터의 수입이 급증하였으나 1989년 이후 엔화 약세로의 반전과 시장환경의 변화로 수입선이 동남아 국가들로 전환되어 한국·타이완의 대일수출은 정체된 상태이다.

### 대한민국
한국의 신발공업은 1919년 고무공장인 대륙(大陸) 고무공업 주식회사가 설립, 최초로 고무신을 제조하기 시작한 것이 효시이며 1930년대 초까지 주로 고무신을 제조하는 대소 기업체수가 60여 개에 달해 시설과잉의 상태를 빚기도 했다. 그러나 광복 후에는 6·25동란으로 생산시설이 대부분 파괴되었다가 경제개발의 추진과 군납 수요확대로 생산기반을 확충 1962년에는 최초로 고무화 수출을 시작했다. 1970년대에는 해외시장의 확대와 수출 드라이브 정책에 힘입어 업계의 설비확장 및 양산체제가 구축된 결과 1973년 수출 1억 달러를 달성하며 수출전략형 산업으로 부상하였고 품목도 포화·케미화가 주종을 이루었다.  1980년대에 접어들면서 세계적으로 제품의 라이프사이클이 짧아지고 패턴의 고급화 경향이 두두러지자 국내업계도 혁신적인 소재의 개발과 제품의 고급화에 주력하여 고급혁제 운동화의 생산기반을 구축하였으나 선진국의 수입규제강화에 국내업체간의 수주를 위한 과당경쟁이 발생하여 군소업체들의 도산사태가 빚어지기도 했다.  그러나 1985년 이후 아시안과 올림픽 특수에 국내업계의 이미지 제고와 연구개발 및 소재개발 노력으로 1988년까지 연평균 30% 이상의 수출신장을 기록하였고 1989년에는 이탈리아에 이어 세계 제2위의 신발 수출국으로서의 지위를 점하였다.  구조적인 면에서 노동집약적 산업인 신발산업은 수출을 발판으로 성장해 왔다. 1990년을 정점으로 완제품 수출은 많이 감소했으나 부품수출은 생산량의 절반 이상을 수출하고 있다. 1988년 이후 원자재 가격상승과 원화의 절상, 급격한 임금인상 등 3고현상에 따른 가격경쟁격 약화로 해외생산기지 이전이 증가한 결과 1995년 말에는 59개 업체가 중국·인도네시아 등으로 이전했다. 1990년 이후 계속되는 수출감소와 산업의 구조조정을 거치면서 신발산업 규모는 상당히 축소되어 1990년 수출액 43억 달러 규모에서 1996년 12억 달러로 크게 축소됐다. 세계신발시장에서 차지하는 비중도 1990년 16%에서 1994년 5.1%로 크게 낮아졌다. 반면 수입은 증가추세로 수입품의 국내시장 점유율이 14%에 육박했다. 이에 따라 신발산업의 지속적인 발전을 위해 시설개체 및 자동화와 고부가가치제품 개발 등 구조고도화를 추진해 나가고 있다.

#### 업계 구조
한국의 신발공업 업계는 1980년대에 들어와 시황의 변화에 따라 자율적·타율적으로 구조조정을 거쳤는데, 규모별로 볼 때 1∼2개 라인의 영세업체가 전체업체수의 60%를 차지하고 있는 반면에 20라인 이상의 대규모 업체는 7개 사에 불과해 소수의 대기업과 다수의 중소기업이 공존하는 이중구조의 전형화를 나타내고 있다. 특히 1980년대 중반 이후 제조원가상승 부담에 원하절상 및 수출자율규제 등의 대내외 환경악화에서 대기업은 축적된 자본과 기술, 안정적인 거래선 확보와 국제 마케팅 노하우 등으로 비교적 쉽게 극복하였으나 자금력이나 마케팅 능력에 있어서 열세인 중소업체의 경우 쿼터 부족과 재무악화 등으로 도산하는 사태가 발생하였다.  국내 신발업계는 자본규모·생산품목에 따라 전문대기업·비전문대기업·중견기업·하청 및 부품업체 등 4개 그룹으로 구분할 수 있는데, 전문대기업은 생산기술면에서 세계적 수준에 도달한 업체들로서 단순한 물량확대의 성장이 한계에 직면하여 독자적인 브랜드의 개발, 국제유통분야에의 진출, 후발 생산업체(또는 국가)와의 제품차별화 등을 통하여 고부가가치화의 실현을 추구하고 있다. 그러나 이들 업체들은 대내외 여건의 변화에 다른 그룹에 비해 채산성에 크게 영향을 받아 수출신장률이 저조하고 그 비중에 있어서도 소폭이지만 감소하는 추세를 보이고 있다.  비전문 대기업들은 전문대기업과 중견업체보다 뒤늦게 신발생산에 참여한 업체들로서 생산면에서는 노하우가 부족한 실정이나 축적된 자본력과 마케팅 경험을 바탕으로 시너지(Synergy) 효과를 제고시켜 수출신장세와 비중 증대가 나타나고 있다.  중견업체들은 전문대기업에 비해 시설부담이 적어 쿼터배정이나 채산성유지에 유리한 고지를 점하고 있으나 다품종 소량주문을 수주하기에는 라인 전환에 있어 유연성이 결여되어 있고 자금력·마케팅 능력 등의 부족으로 물량 확대에서 어려움을 겪고 있다.  생산 능력과 마케팅 능력에 있어서 저위인 영세업체들은 부품별·품목별·특화생산을 목표로 전문대기업·중견업체와 디자인·시장정보 등에 대한 협력관계를 강화하는 한편 소량생산체제에 적응하여 전문대기업·중견업체와의 계열화를 추진하고 있다.

#### 내수동향
내수경기는 각종 명절·체육행사 등 계절적·특수적 요인에 크게 영향을 받는 특성이 있다. 1970년대까지는 중급품·저품질의 저가 운동화류가 주종을 이루었지만 1980년대에 들어와서는 구조적인 변화가 일어나기 시작했다. 즉 고급의 스포츠와 수요가 증대되기 시작했으며 학생들의 교복자율화 조치와 소득수준의 향상으로 다양한 패턴의 소비기반이 조성되었는데, 교복자율화 조치는 판매방식의 변화를 가져와 생산자 중심에서 소비자중심으로의 전환을 일으키는 계기가 되었다.  국내 신발공업의 내수와 수출 구성비를 보면 1970년대에는 78.3 대 21.7로 내수중심의 생산체제였으나 1986년에는 21.1대 78.9로 수출중심의 생산체제로 변화되었다. 내수시장은 크게 고급화·중급화·저급화 시장으로 나눌 수 있는데, 고급화인 스포츠화 시장은 국내 유수업체와 외국의 유명 브랜드가 대거 참여해 치열한 경쟁을 벌이고 있으며 중급화 시장은 국내 유수업체들이 분할한 상태로 안정되어 있었으나 최근에 외국 브랜드의 국내 합작생산이 이루어져 경쟁이 가속화되고 있다. 저급화 시장의 경우는 영세군소업체들의 난립으로 시장규모의 추산조차 어려운 상태이다.  다만 1980년대 중반 이후 두드러지고 있는 현상은 신발의 독립적 판매보다는 토탈·코미네이트 패션 추세에 따라 의복·가방 및 각종 스포츠용품 등과의 세트판매가 증가하고 있으며 국민소득수준의 향상으로 고급화를 중심으로 한 1인당 신발소비량이 계속 증가하고 있고 내수신장세가 수출신장세를 능가하고 있어 구성비면에서 소폭이지만 내수비중이 높아지고 있다.

#### 수출동향
기업경영·무역환경의 악화에도 불구하고 국제시장에서의 품질·납기이행 등의 공신력확보와 이탈리라·타이완과 차별적인 특화생산체제에 후발생산국에 대한 노하우·기술·설비규모 등에서의 우위로 수출신장세를 유지해 온 국내업계는 1988년 이후 원화절상의 가속화와 각국의 자국산업 보호를 위한 수입규제 조치로 마이너스 성장을 기록하였다.  품목별로는 고무화류의 경우 부가가치율이 낮은 데다가 후발생산국들의 가격경쟁력 제고로 수출채산성이 악화되고 있어 업계는 생산감축과 함께 생산라인을 후발 생산국으로 이전하고 있으며 최근에는 역수입현상이 일어나고 있다.  신발수출의 주류를 이루고 있는 혁제운동화·일반혁화 등 비고무화류는 꾸준한 신장세와 비중증대를 보이고 있는데, 1980년대 하반기의 수출신장세는 물량의 확대보다는 단가인상에 기인한 바가 크다.

## 사진

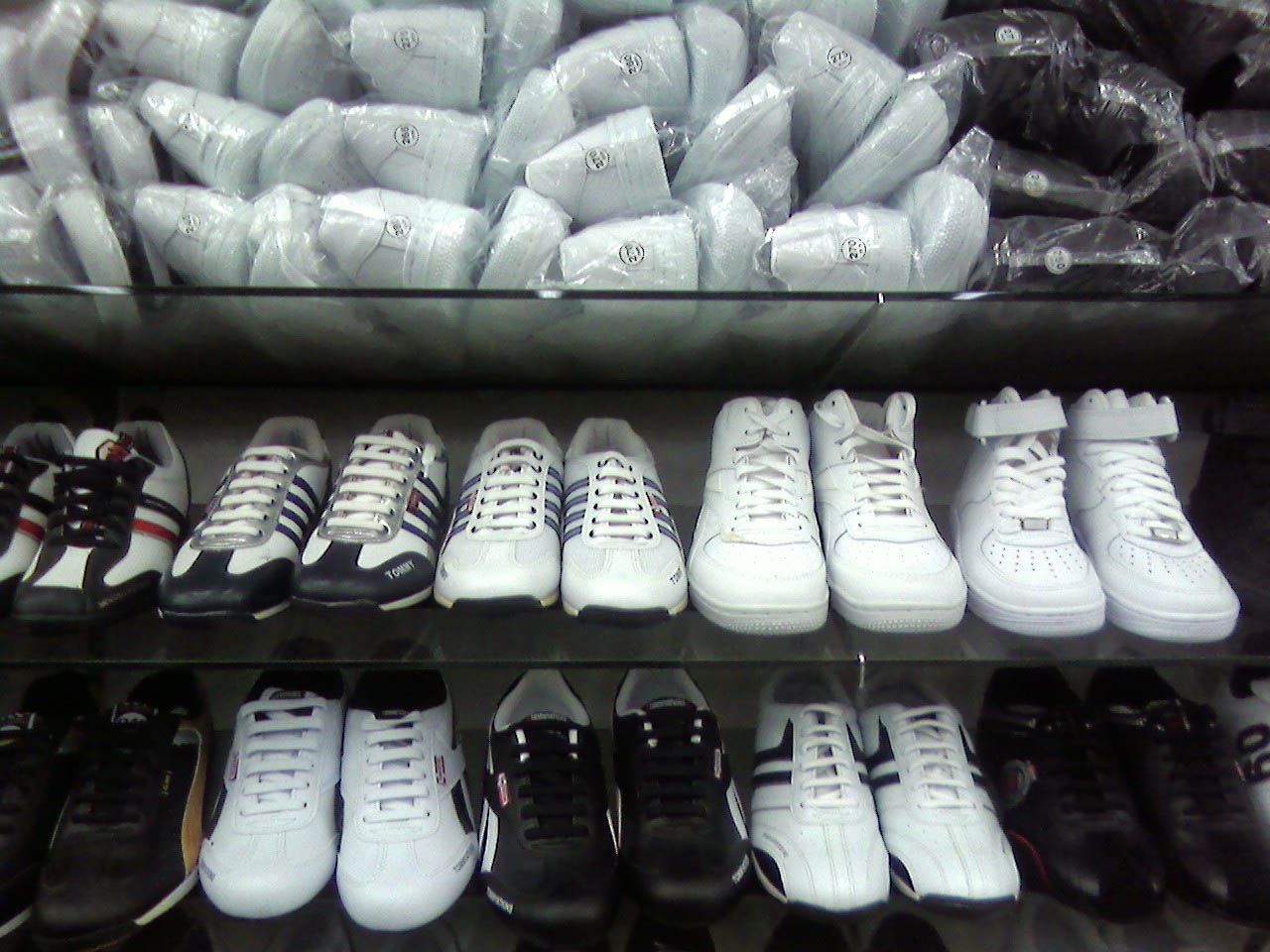

## 같이 보기
- 신발을 벗는 관습
- 운동화: 운동을 할 때에 착용하는 신발
- 부츠
- 하이힐
- 슬리퍼
- 샌들
- 플립플롭
- 캔버스화
  - 컨버스: 캔버스화를 생산하는 대표적 브랜드
- 안전화: 육체 노동을 할 때에 안전 설계가 강화된 신발.
- 풋웨어